# Olivier Vinamont
Olivier Vinamont (15 juli 1985) is een Belgisch voormalig voetballer. Vinamont is een middenvelder.

## Spelerscarrière
Vinamont genoot z'n jeugdcarrière bij Jalhay en Standard Luik. In 2004 stapte hij over naar de toenmalige tweedeklasser AS Eupen. In het seizoen 2010/11 maakte hij zijn debuut in eerste klasse in het Constant Vanden Stockstadion tegen RSC Anderlecht, waar hij 90 minuten op het veld stond op de openingsspeeldag waarin Eupen met 4-1 verloor.
| seizoen | club       | land   | competitie         | wed. | goals |
| ------- | ---------- | ------ | ------------------ | ---- | ----- |
| 2004/05 | KAS Eupen  | België | Tweede klasse      | 8    | 1     |
| 2005/06 | KAS Eupen  | België | Tweede klasse      | 28   | 1     |
| 2006/07 | KAS Eupen  | België | Tweede klasse      | 33   | 0     |
| 2007/08 | KAS Eupen  | België | Tweede klasse      | 34   | 0     |
| 2008/09 | KAS Eupen  | België | Tweede klasse      | 26   | 2     |
| 2009/10 | KAS Eupen  | België | Tweede klasse      | 32   | 0     |
| 2010/11 | KAS Eupen  | België | Jupiler Pro League | 25   | 0     |
| 2010/11 | KAS Eupen  | België | Play-Off III       | 8    | 0     |
| 2011/12 | AFC Tubize | België | Tweede klasse      | 30   | 1     |
| 2012/13 | AFC Tubize | België | Tweede klasse      | 28   | 0     |
| 2013/14 | AFC Tubize | België | Tweede klasse      | 29   | 1     |
|         |            |        | Totaal             | 168  | 2     |